# L'Autre Russie
Ne doit pas être confondu avec L'Autre Russie (parti politique).

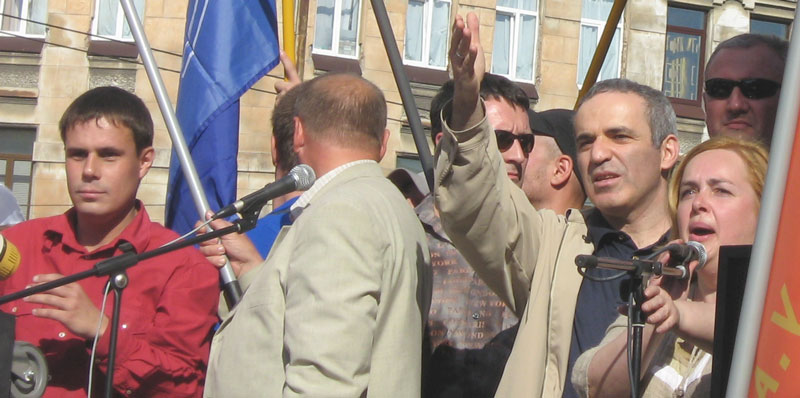
Personnalités participant à la marche du 9 juin : Andreï Dmitriev, Sergueï Gouliaiev, Garry Kasparov, Olga Kournossova.

L’Autre Russie (en russe : Другая Россия, Drougaïa Rossiïa) est une coalition d’opposition civile russe active entre 2006 et 2010. Cette alliance réunit les représentants de différents mouvements et mouvances politiques et de défense des droits de l’homme.

## Historique
Les 11 et 12 juillet 2006 (pendant le sommet du G8 à Saint-Pétersbourg) se tenait, sous l’égide du congrès citoyen pan-russe, la conférence pan-russe « L’Autre Russie », marquant ainsi le début d'une union civique.
Au milieu de l’été 2006, la coalition préparait son « programme d’accord national », document qui réunit les positions communes de ses membres pour le développement futur du pays et des propositions pour une opinion publique large. Les différents points du programme sont issus de la réflexion de petits groupes de travail spécialisés. Le texte final a été présenté pour un jugement général le 22 novembre 2006 lors de la réunion « L’Autre Russie ». 
Le 25 septembre 2006, lors d’une réunion de travail à Moscou les membres ont décidé de créer au sein de l’Autre Russie un conseil politique dans lequel se réuniraient les représentants politiques des organisations participantes à la conférence. Son but est de séparer les fonctions politiques et sociales des organisations faisant partie de la coalition. Le conseil politique a été adopté définitivement comme un organe actif permanent du mouvement le 31 octobre 2006.
La première action unitaire de L’Autre Russie a eu lieu le 16 décembre 2006 à Moscou sous le nom « la Marche de ceux-qui-ne-sont-pas-d’accord ». Cette appellation a été utilisée la première fois par Garry Kasparov en 2005 lors de la tenue d’une action pan-russe.
Le 3 mars 2007 se tenait la deuxième « Marche du désaccord » à Saint-Pétersbourg, événement considéré comme la plus importante action de l’opposition ces dernières années.
La troisième marche a eu lieu à Nijni Novgorod le 24 mars 2007, et les suivantes se sont tenues le 14 avril 2007 à Moscou et le 15 avril à Saint-Pétersbourg.
Le 30 septembre 2007, L'Autre Russie désigne l'ancien joueur d'échecs Garry Kasparov comme son candidat à l'élection présidentielle de 2008. Le 12 décembre 2007, il annonce son retrait et dénonce l'ostracisme dont il se dit victime.

## Participants
- Le Parti national-bolchévique (NBP)
- Le Front civique unifié (OGF)
- L’Union populaire et démocrate russe (RNDS)
- Le Parti républicain de Russie (RPR)
- Le Groupe Helsinki de Moscou
- La Voix de Beslan
- Le Centre de défense des droits de l’homme kalmouk
- L’Association Mémorial
- L’Assistance civile
- Le Mouvement jeunesse Oborona
- L’Organisation sociale Russie Ouverte
- L’Organisation jeunesse Smena

## Personnes clés
- Garry Kasparov - ancien joueur d’échecs, président du OGF
- Édouard Limonov - écrivain, journaliste, président du NBP
- Mikhaïl Kassianov -  financier russe, ancien Premier ministre (2000-2004), président du RNDS
- Vladimir Ryjkov - homme politique, président du RPR
- Victor Anpilov - chef de file du mouvement la Russie laborieuse
- Mikhaïl Déliagine - homme politique, dirigeant scientifique de l’Institut des problèmes de globalisation.
- Georgi Satarov - président du fonds et de la fondation Indem (« Informatique pour la liberté »)

## Sources
- Site officiel de l’Autre Russie